# Roosna-Alliku

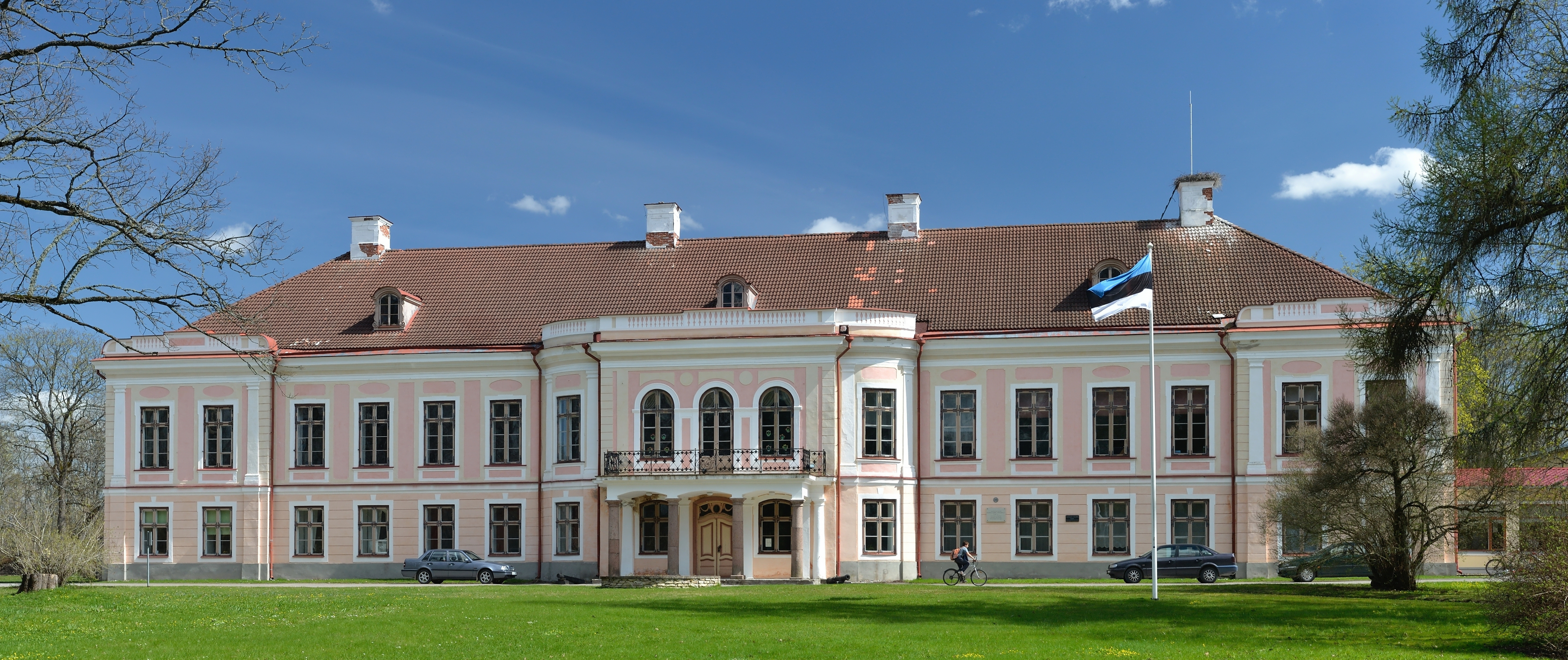
Herrenhaus von Roosna-Alliku

Roosna-Alliku (deutsch: Kaltenbrunn) war eine Landgemeinde im estnischen Kreis Järva mit einer Fläche von 132 km². Sie hatte 1220 Einwohner (2010) und liegt etwa 18 km von Paide entfernt.
Sehenswert sind die deutschbaltischen Herrenhäuser von Esna, Koordi und Roosna-Alliku. Letzteres ist seit 1565 bezeugt. Von 1617 bis 1725 stand es im Eigentum der Familie von Rosen. Von ihnen leitet sich der estnische Name des Ortes ab. Das Haus ist heute eines der schönsten Beispiele frühklassizistischer Architektur vom Ende des 18. Jahrhunderts. Seit 1924 befindet sich im Gebäude eine Schule.

## Persönlichkeiten
- Meelis Rooba (* 1977), estnischer Fußballspieler
- Urmas Rooba (* 1978), estnischer Fußballspieler